# Ботелья, Ана
А́на Мари́я Боте́лья Серра́но (исп. Ana María Botella Serrano; род. 23 июля 1954, Мадрид) — испанский политик, член Народной партии Испании.

## Биография
Ана Ботелья — дипломированный юрист, окончила Университет Комплутенсе. С 2007 года Ана Ботелья была членом городского совета Мадрида и занималась вопросами экологии и транспорта. 27 декабря 2011 года большинством голосов фракции Народной партии в городском совете она была избрана мэром испанской столицы, став первой женщиной, занявшей этот пост. Она сменила на должности мэра Мадрида Альберто Руиса-Гальярдона, назначенного министром юстиции в правительстве Мариано Рахоя. Ана Ботелья с 1977 года замужем за экс-премьер-министром Испании Хосе Марией Аснаром, у них трое детей. Как и супруг, Ана Ботелья относится к консервативному крылу в своей партии. Она подвергла критике решение социалистов о легализации однополых браков, чем заслужила в прессе прозвище «королевы яблок и груш», так как по её мнению «яблоко и груша не могут быть двумя яблоками».
7 сентября 2013 года Ана Ботелья выступила перед членами МОК, представив заявку Мадрида на Олимпийские игры 2020 года. Ботелья говорила по-английски с сильным акцентом, время от времени вставляя испанские слова. Выступление быстро стало интернет-мемом.